# Ramus temporalis nervi facialis

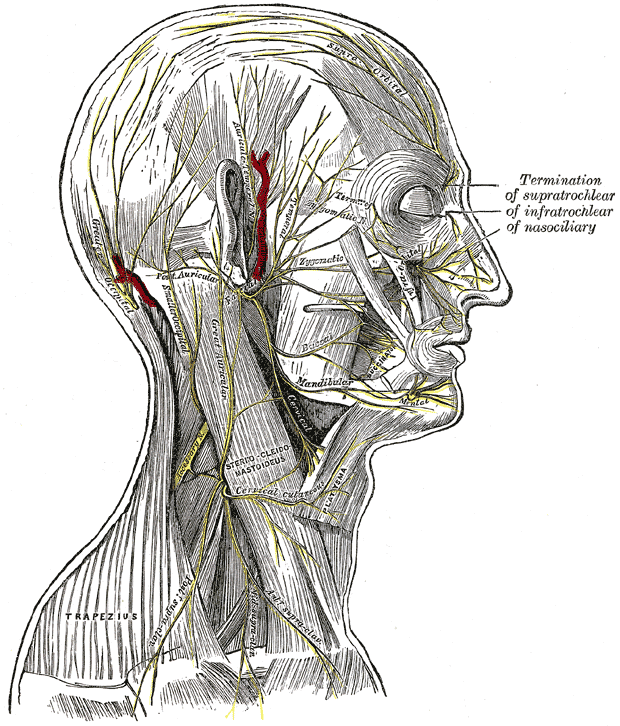
A fül és a szem között van jelölve

A ramus temporalis nervi facialis a nervus facialis egyik ága. A fültőmirigyből (galndula parotis) lép ki és az arcus zygomaticus alatt fut tovább. A musculus auricularis anteriort, a musculus orbicularis oculit és a musculus occipitofrontalist idegzi be, majd belefut a ramus zygomaticotemporalis nervi zygomaticibe és a nervus auriculotemporalisba.

## Külső hivatkozások
- Kép Archiválva 2008. augusztus 28-i dátummal a Wayback Machine-ben
- Kép
- Kép
- Kép